# Leptogorgia exigua
Leptogorgia exigua is een zachte koraalsoort uit de familie Gorgoniidae. De koraalsoort komt uit het geslacht Leptogorgia. Leptogorgia exigua werd in 1870 voor het eerst wetenschappelijk beschreven door Verrill. 